# ألفية الأرجل
الديدان الألفية أو ذوات الألف رجل أو ديبلوبودا أو ثنائيات الأرجل (باللاتينية: Diplopoda)، هي حيوانات من شعبة مفصليات الأرجل تمتلك زوجين من الأرجل في كل قسم من أقسام جسدها، عدا القسم الأول الذي يقع خلف الرأس والذي لا يوجد فيه أي أطراف على الإطلاق، وقليل من الأقسام اللاحقة التي تحوي زوجا واحدا من الأرجل فقط. إن كل قسم يحوي زوجين من الأرجل هو في الواقع عبارة عن قسمين ملتحمين مع بعضهما البعض ليُشكلا قسما واحدا. تمتلك معظم الديدان الألفية جسدا أسطوانيا طويلا، والبعض الأخر منها مفلطح ضخم الظهر، كما أن هناك ديدانا ألفية تعرف باسم الديدان الألفية الكروية، وهي أقصر من الباقين وقادرة على التدحرج كالكرة، كما تفعل الحشرات الكروية. تم تصنيف هذه الحيوانات عام 1844.
الديدان الألفية حيوانات احتتاتية، أي أنها تقتات على الفتات والمخلفات الدقيقة، وهي بطيئة الحركة. تقتات معظم أنواع الديدان الألفية على أوراق النباتات المتعفنة وغيرها من بقايا النبات المتيبس، حيث تحول غذائها إلى عصارة بواسطة سوائل تفرزها من فمها قبل أن تغرفها بفكها وتأكلها. يمكن لهذه الحيوانات أن تُشكل طفيليات مزعجة للحدائق المنزلية، وبشكل خاص في الدفيئات الزجاجية حيث يمكنها ان تسبب ضررا كبيرا للبذور النامية. من العلامات التي يُستدل بها على أن دودة ألفية تسببت بالضرر، تعرية الطبقة الخارجية من ساق الشتلات الصغيرة، والتلف العشوائي لأوراق النبتة وقمتها.
تحوي هذه الطائفة قرابة 10,000 نوع تنتمي إلى 13 رتبة و 115 فصيلة، وتعتبر الدودة الألفية الأفريقية العملاقة (Archispirostreptus gigas) أكبر الأنواع حجما. يمكن تمييز الديدان الألفية بسهولة عن أقاربها الشبيهة بها، أي الديدان المئوية أو ذوات المئة رجل، أو كما تُعرف باللغة العربية عند العامة: أمهات أربعة وأربعين (باللاتينية: Chilopoda)، فهذه الأخيرة تتحرك بسرعة وتمتلك زوجا واحدا من الأرجل على كل قسم من أقسام جسدها.
تختلف الديدان الألفية عن المئوية بأنها ليست ضارية بطبيعتها، وبسبب حركتها البطيئة وسلوكها غير العدائي، وحميتها البسيطة المكونة من بقايا النبات المتعفن، فإن بعض الناس يحتفظون بها كحيوانات منزلية مثالية.

## التطور
يعتقد العلماء أن مفصليات الأرجل كانت من ضمن الحيوانات الأوائل التي استعمرت اليابسة خلال العصر السيلوري. اقتاتت هذه الأنواع الأوليّة على الأرجح على الحزازيات والطحالب والنباتات الوعائية البدائية. إن أقدم مخلوق عاش على البر كان دودة ألفية أطلق عليها العلماء اسم دودة نيومن الألفية (باللاتينية: Pneumodesmus newmani)، وقد وصل حجمها إلى سنتيمتر واحد فقط (0.39 إنشا)، وعاشت منذ ما يُقارب 428 مليون سنة.

## الخصائص

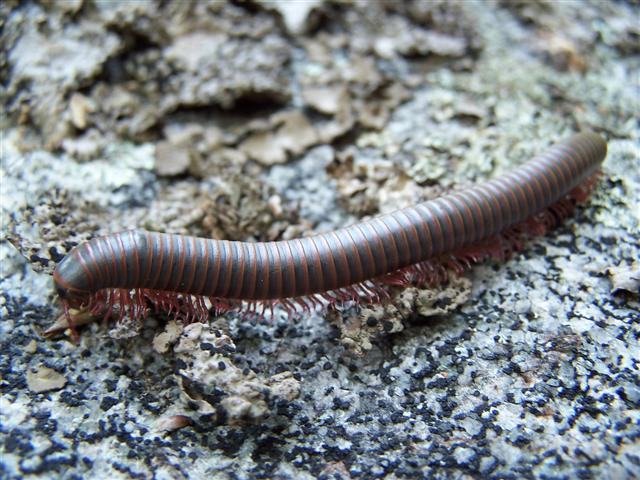
دودة أمريكا الشمالية الألفية ، تُظهر عدد الأرجل الهائل بشكل نمطي عند جميع ذوات الألف رجل.

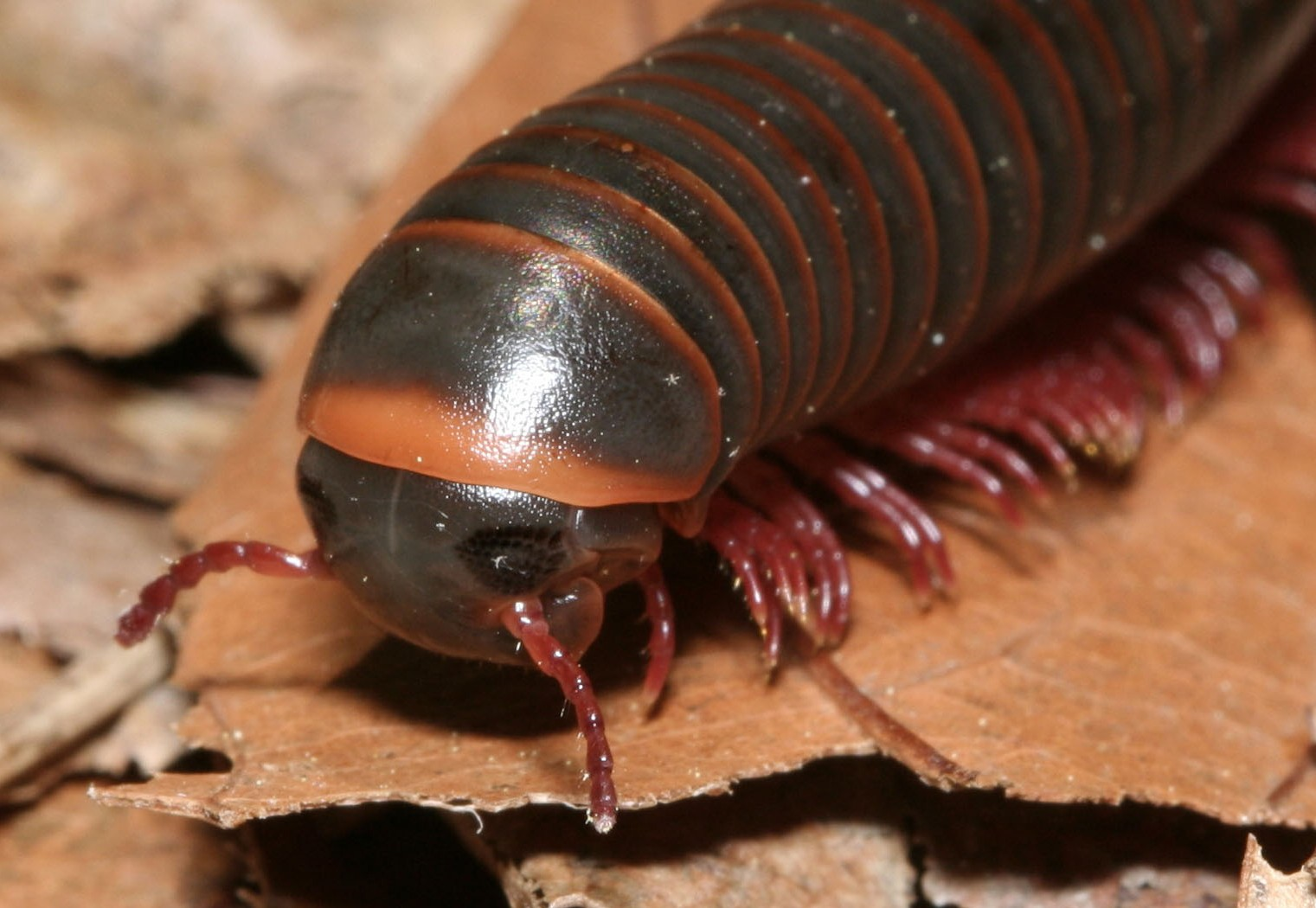
رأس دودة أمريكا الشمالية الألفية، وعيونها. لاحظ شكل الرأس المستدير في الأعلى وزوجي الأرجل في كل قسم من جسدها.

يتراوح طول الديدان الألفية من ميليمترين حتى 280 مليمترا (0.079 إلى 11.0 إنش)، ويتراوح عدد الأقسام الجسدية خاصتها من سبعة فقط وصولا إلى ما يزيد عن مئة. تكون هذه الحيوانات سوداء أو بنية اللون في الغالب، إلا أن هناك بعض الأنواع باهتة الألوان، كالحمراء والصدئة.
إن أبرز ظاهرة مميزة للديدان الألفية هي قوائمها المتعددة بطبيعة الحال، ويُشتق اسمها اللاتيني من جذور تصف هذه الميزة، أي من كلمة "milli " (ألف) و"ped" (رجل أو قدم)، ولكن على الرغم من اسمها فإن هذه الحيوانات لا تمتلك ألف رجل، إلا أن هناك نوعا نادرا منها هو Illacme plenipes والذي يمتلك ما يقارب 750 رجلا، أما الأنواع المألوفة فتمتلك ما بين 36 و 400 رجل.
إن امتلاك الديدان الألفية لعدّة أرجل قصيرة يجعل منها بطيئة الحركة، لكنها بالمقابل حفّارة قوية، بما أن جسدها الطويل وقوائمها يتحركون بنمط شبيه بالنمط الموجي بسبب تكوينها من عدّة أقسام، فهي قادرة على أن تدفع بنفسها بسهولة عبر الأرض ورأسها موجه نحو الداخل، كما يبدو أنها تمتلك مقدرة هندسية من نوع ما، حيث أنها تعيد ردم النفق الذي تحفره وتعزيزه، عن طريق إعادة تنسيق الجزيئات حوله.
يكون رأس الدودة الألفية مستدير بشكل نمطي على قسمه الأعلى ومسطح على قسمه السفلي، ويحمل فكين معدين. أما الجسد فمسطح أو اسطواني ذو صفيحة ظهرية واحدة على القسم العلوي وعلى كل جانب، واثنين أو ثلاثة على القسم السفلي، وفي بعض الأنواع تلتحم هذه الصفائح مع بعضها لدرجة معينة وتشكل في بعض الأحيان حلقة اسطوانية واحدة. تكون هذه الصفائح قاسية على الدوام، إذ أنها مخصبة بأملاح الكالسيوم.
يحمل كل قسم من أقسام جسد هذه الحيوانات زوجين من الأرجل بدلا من زوج واحد، على العكس من الديدان المئوية والمخلوقات الشبيهة بها، وسبب ذلك هو فقط لأن كل قسم يتألف في الواقع من قسمين بدائيين ملتحمين ببعضهما البعض، ولهذا يُقال له «القسم المزدوج» (بالإنجليزية: Diplosegment). إن الأقسام القليلة الأولى التي تقع خلف الرأس ليست متصلة ببعضها على هذا الشكل، كما أن القسم الأول عديم الأرجل والأقسام الثاني حتى الرابع تمتلك زوجا واحدا فقط من الأرجل لكل منها، وفي بعض الأنواع قد تكون بعض الأقسام الأخيرة أيضا عديمة الأرجل. يحمل القسم الأخير من الجسد تلسونا (الفص الأخير من جسم الحيوان القشري وبعض المفصليات).
تتنفس الديدان الألفية من خلال زوجان من الفوهات التنفسية تقع على كل قسم من أقسام جسدها. تتصل كل فوهة بجيب داخلي يتصل بدوره بنظام من القصبات الهوائية. يمتد القلب على طول الجسد، وفيه الشريان الأبهر الذي يمتد وصولا إلى الرأس. الأعضاء البارزة هي عبارة عن زوجين من القنيات الملبيجية التي تقع قرب القسم الأوسط من الأحشاء.

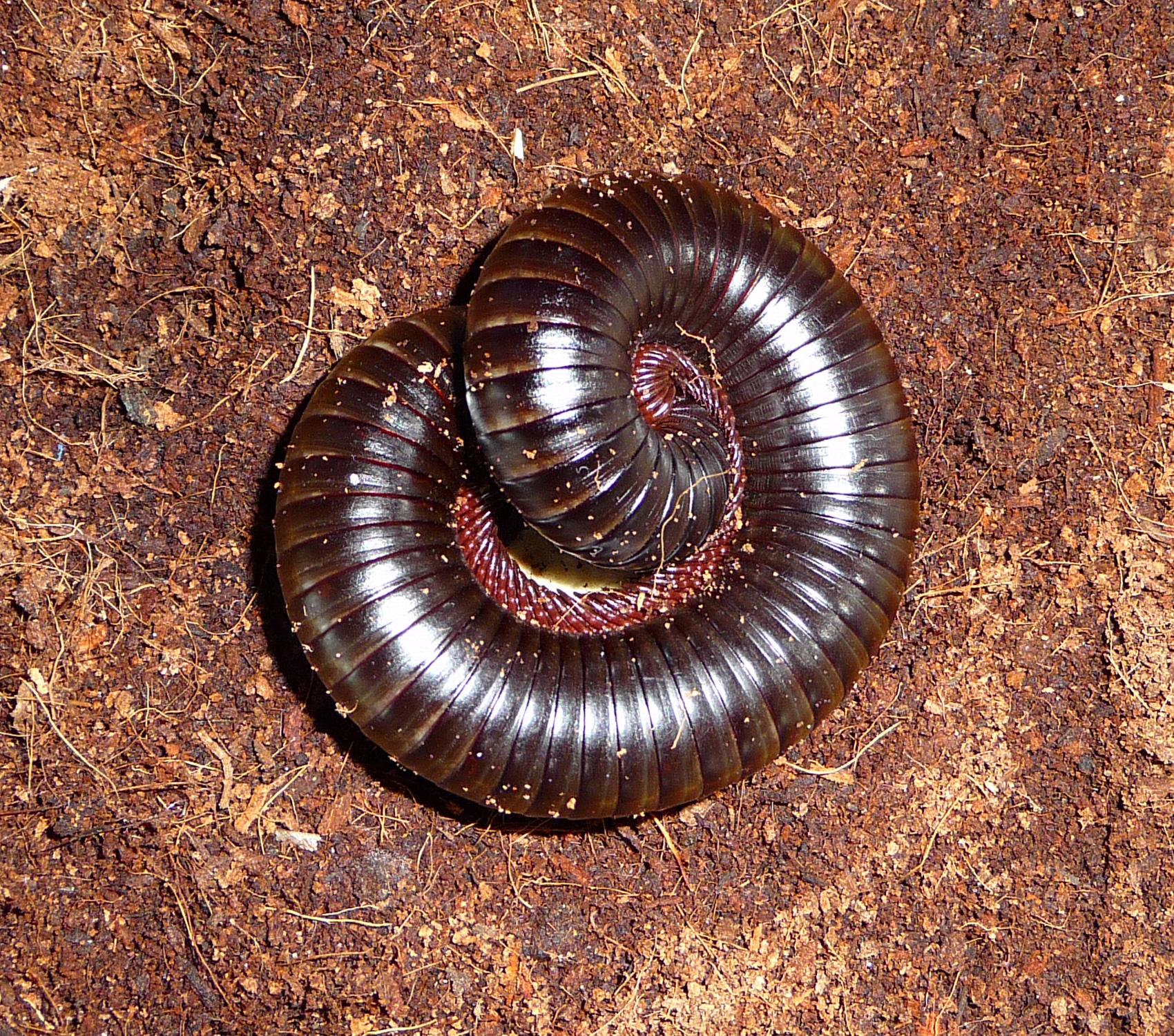
الدودة الألفية الأفريقية العملاقة، أكبر أنواع الديدان الألفية بلا منازع.

يحوي الرأس زوجا من الأعضاء الحسية تعرف باسم «أعضاء توموسفاري» (بالإنجليزية: Tömösváry organs)، وهي تقع خلف وعلى جانبي قرون الاستشعار، وتتخذ شكل حلقات بيضاوية صغيرة على قاعدة تلك الأخيرة. تستخدم هذه الأعضاء لقياس معدل الرطوبة في المحيط الذي توجد فيه الدودة على الأرجح، كما يُحتمل أنها تلعب دور مستشعرات كيمائية كذلك الأمر. تتألف عيون الدودة الألفية من عدد من العيون البسيطة مسطحة العدسة والمنسقة في مجموعة على الجانب الأمامي للرأس. إن العديد من أنواع الديدان الألفية، مثل تلك القاطنة للكهوف، قد فقد عيونه لعدم حاجته لها في مثل هكذا محيط مظلم. تفيد موسوعة غينيس للأرقام القياسية أن الدودة الألفية الأفريقية العملاقة يمكنها أن تنمو لحد 38.6 سنتيمترات (15.2 إنش).

### النظام الغذائي
إن معظم الديدان الألفية عاشبة، لا تقتات إلا على النباتات المتحللة أو المواد العضوية الممزوجة بالتربة، إلا أن بعض الأنواع قارتة، أي آكلة لكل شيء، أو لاحمة تقتات على مفصليات أرجل صغيرة مثل الحشرات أو بعض أنواع الديدان المئوية، أو على ديدان الأرض. تمتلك بعض الأنواع أجزاءً ثاقبة من فمها لتساعدها على ثقب الفاكهة وشرب عصارتها.
الجهاز الهضمي عبارة عن أنبوب بسيط فيه زوجان من الغدد اللعابية لتساعد على هضم الطعام. يقوم الكثير من هذه الحيوانات بترطيب طعامه باللعاب قبل أن يتناوله.

## التناسل

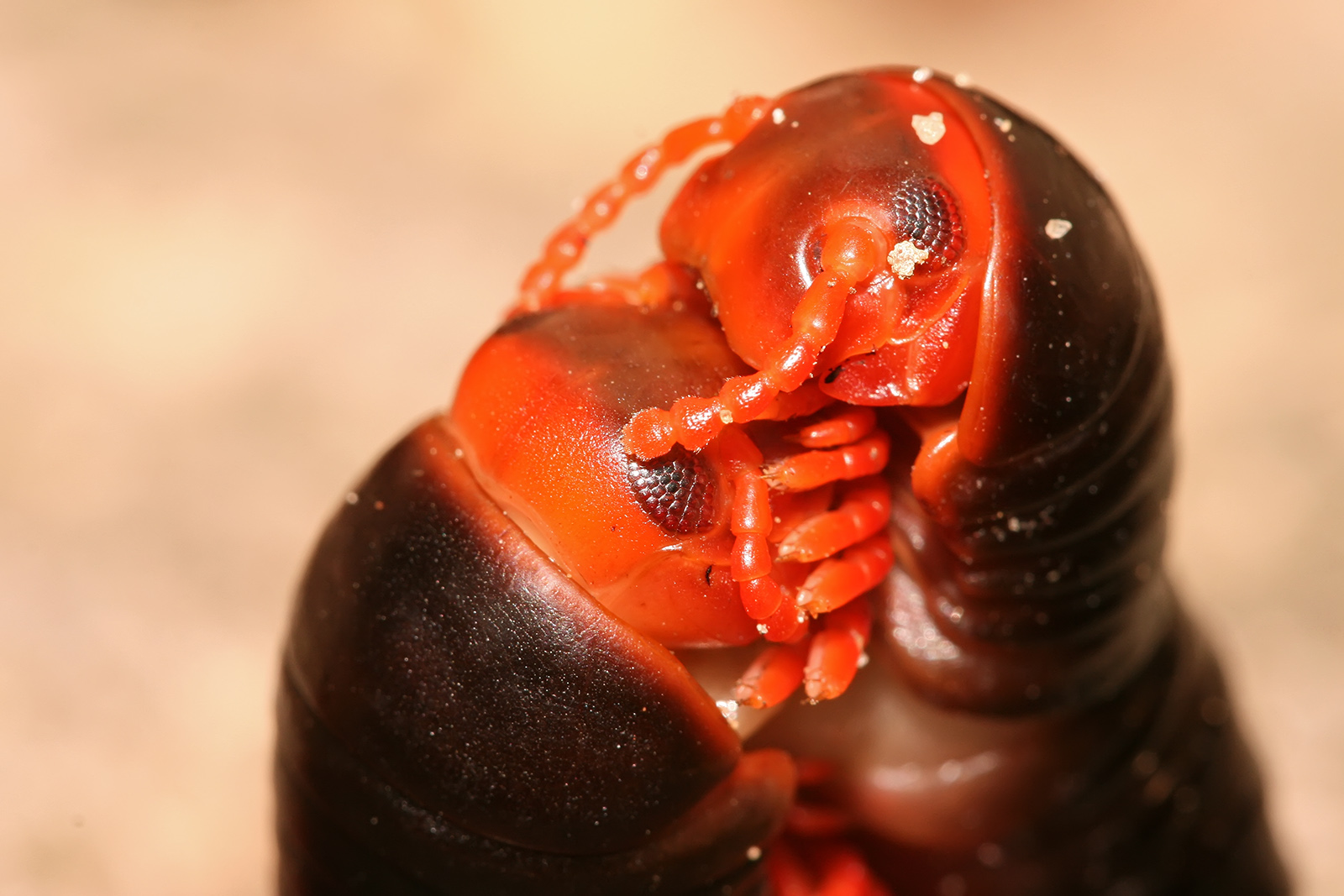
دودتان ألفيتان أفريقيتان عملاقتان تتزاوجان.

يمكن تمييز ذكور الديدان الألفية عن الإناث لامتلاكها زوج أو إثنين من القوائم التناسلية، وهذه القوائم، الموجودة على القسم السابع من الجسد عادةً، تُستخدم في نقل كتل السائل المنوي إلى الأنثى عند الجماع. والبعض من أنواع الديدان الألفية يتوالد بكريّا، وبالكاد يمكن العثور على ذكور بين أفراد هكذا أنواع.
تقع فتحات الأعضاء التناسلية في القسم الخامس من الجسد، ويُضاف إليها عند الذكر قضيب واحد أو اثنين، يرسّب بواسطته السائل المنوي على قوائمه التناسلية. وعند الأنثى تتصل المسام التناسلية بحجرة صغيرة، أو فرج، مغطاة بغطاء صغير شبيه بالقلنسوة، وهي تُستخدم لتخزين السائل المنوي بعد الجماع.
يختلف عدد البيض الذي تضعه الأنثى باختلاف النوع الذي تنتمي إليه، إلا أنه يتراوح دائما بين 10 و 300 بيضة. تقوم الأنثى بتخصيب البيض بواسطة السائل المنوي الذي قامت بتخزينه عندما تزاوجت والذكر. يضع الكثير من الأنواع بيضه في التربة الرطبة أو الحتات العضوي، إلا أن البعض يبني أعشاشا مبطنة بالبراز الجاف.
تفقس الصغار بعد بضعة أسابيع، وهي عادةً ما تمتلك ثلاثة أزواج من الأرجل فقط يليها أربعة أقسام جسدية عديمة الأرجل. تطرح الصغار غشائها الخارجي باستمرار أثناء نموها، وتضيف إلى جسدها أقساما جديدة وقوائم أخرى في كل مرة. تطرح بعض الأنواع غشائها في حجرات معدة خصيصا لذلك، وقد تستخدمها أيضا لانتظار حلول الطقس الجاف، ومعظم الأنواع تقتات على هيكلها الخارجي بعد أن تطرحه. يتراوح أمد حياة الديدان الألفية من سنة واحدة إلى 10 سنوات، وفقا للنوع الذي تنتمي إليه.

## آليات الدفاع

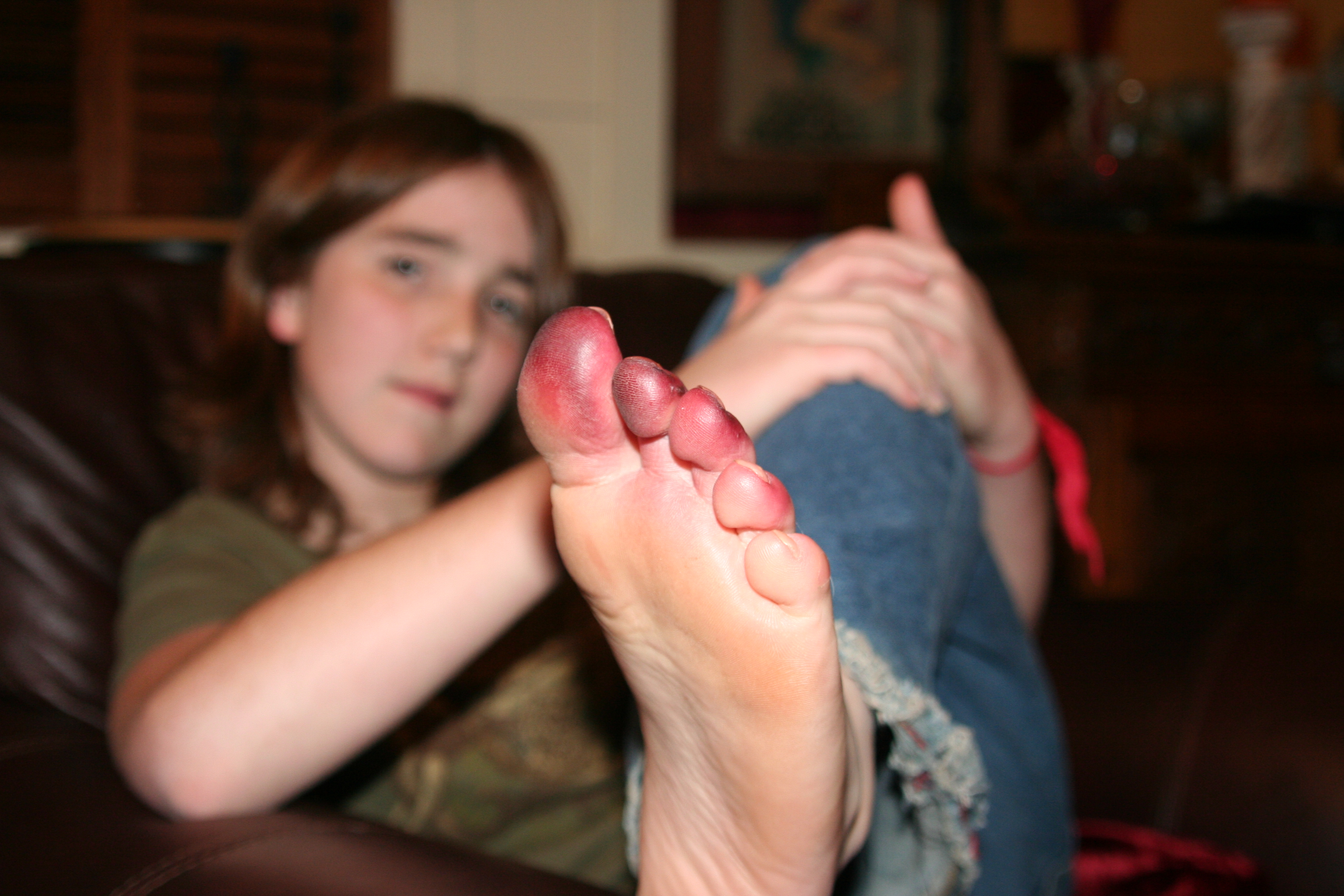
أثر سائل الدودة الألفية الكيميائي على جلد الإنسان.

إن آلية الدفاع الرئيسية عند الديدان الألفية هي الالتفاف على نفسها لتشكل حلقة صغيرة ضيقة — مما يحمي قوائمها الحساسة بداخل جسدها الخارجي المدرع، وذلك لانعدام قدرتها على العض أو اللسع ولبطئ حركتها. تنفث بعض الأنواع أيضا عصارات سامة أو غاز سيانيد الهيدروجين بواسطة مسام ميكروسكوبية تقع على جانبي جسدها، ويعتبر هذا دفاعا ثانويّا. إن البعض من هذه المواد لاذع وكاو، فهو يستطيع أن يحرق الهيكل الخارجي للنمل وغيرها من الحشرات المفترسة، بالإضافة لجلد وعيون المفترسات الأكبر حجما. تمت ملاحظة بعض الحيوانات، مثل السعادين المقلنسة، وهي تزعج الديدان الألفية عمدا كي تلقي الأخيرة سوائلها عليها، فتقوم السعادين بفركها على جسدها كوسيلة لإبعاد البعوض عنها.
يعتبر هذا السائل الكيميائي غير مؤذ بالنسبة للبشر، فهو عادةً ما يكون له أثار بسيطة على الجلد، وأثره الرئيسي هو تغيير اللون فقط، إلا أنه يمكن ان يكون هناك أثار أخرى تشمل: الآلام، الحكاك، التهاب حمامي في موقع الإصابة، وذمة، تنقيط، إكزيما، وانشقاق الجلد في أحيان أخرى. إن تعرّض العين لهذه الإفرازات يؤدي إلى تهيج عام لها، وبالنهاية إلى أعراض أكثر حدّة مثل التهاب باطن الجفن والقرنية. تشمل الإسعافات الأولية لمعالجة هذه الإصابات: غسل موضع الإصابة بالماء بشكل تام؛ أما العلاج المستمر فهو تخفيف تهيج الأماكن المصابة بواسطة المراهم والأدوية المناسبة.

## التصنيف العلمي
تقسم الأنواع الباقية من الديدان الألفية إلى 15 رتبة تنتمي إلى 3 أصناف. يحوي صنف المخصلة (باللاتينية: Penicillata) القاعدي 160 نوعا ذات هيكل خارجي غير مكلس، مغطى بهلب شعر قاسية أو شعيرات. يقول العلماء ان باقي الديدان الألفية تنتمي إلى مجموعة الفك الحارق (باللاتينية: Chilognatha) منطقيّا.
يحوي صنف خمسية النطاق (باللاتينية: Pentazonia) الديدان الألفية الكروية، القادرة على تكوير أنفسها لتصبح بشكل كرة، أما معظم الأنواع فتنتمي إلى صنف دودية الشكل(باللاتينية: Helminthomorpha).
إن مجموعات الديدان الألفية، من الأقدم حتى الأحدث، وفق تسلسل النشوء والتطور، هي التالية؛ علامة † تفيد أن هذا الجنس، الصنف، أو الرتبة، منقرضة:
- الجنس القاعدي: Eileticus †

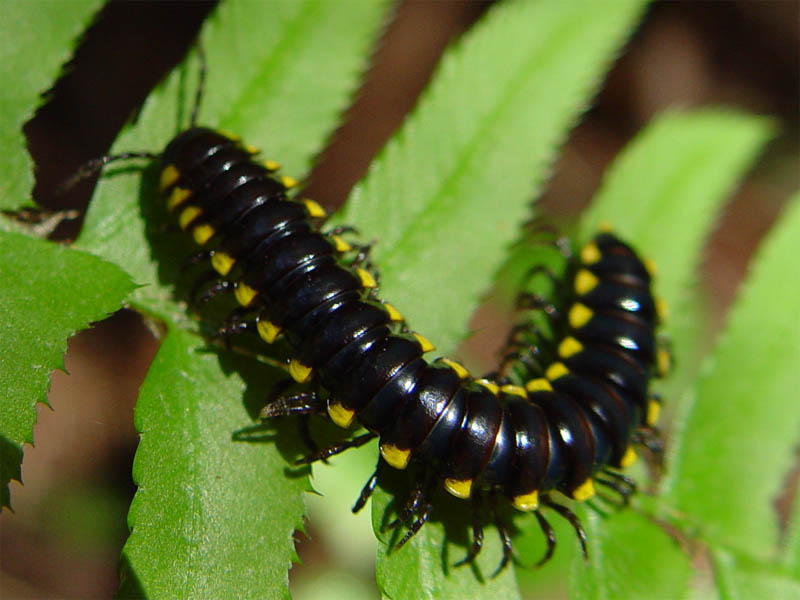
الدودة الألفية صفراء الرقط (Harpaphe haydeniana)، نوع يتواجد في شمال غرب ساحل المحيط الهادئ لأمريكا الشمالية.

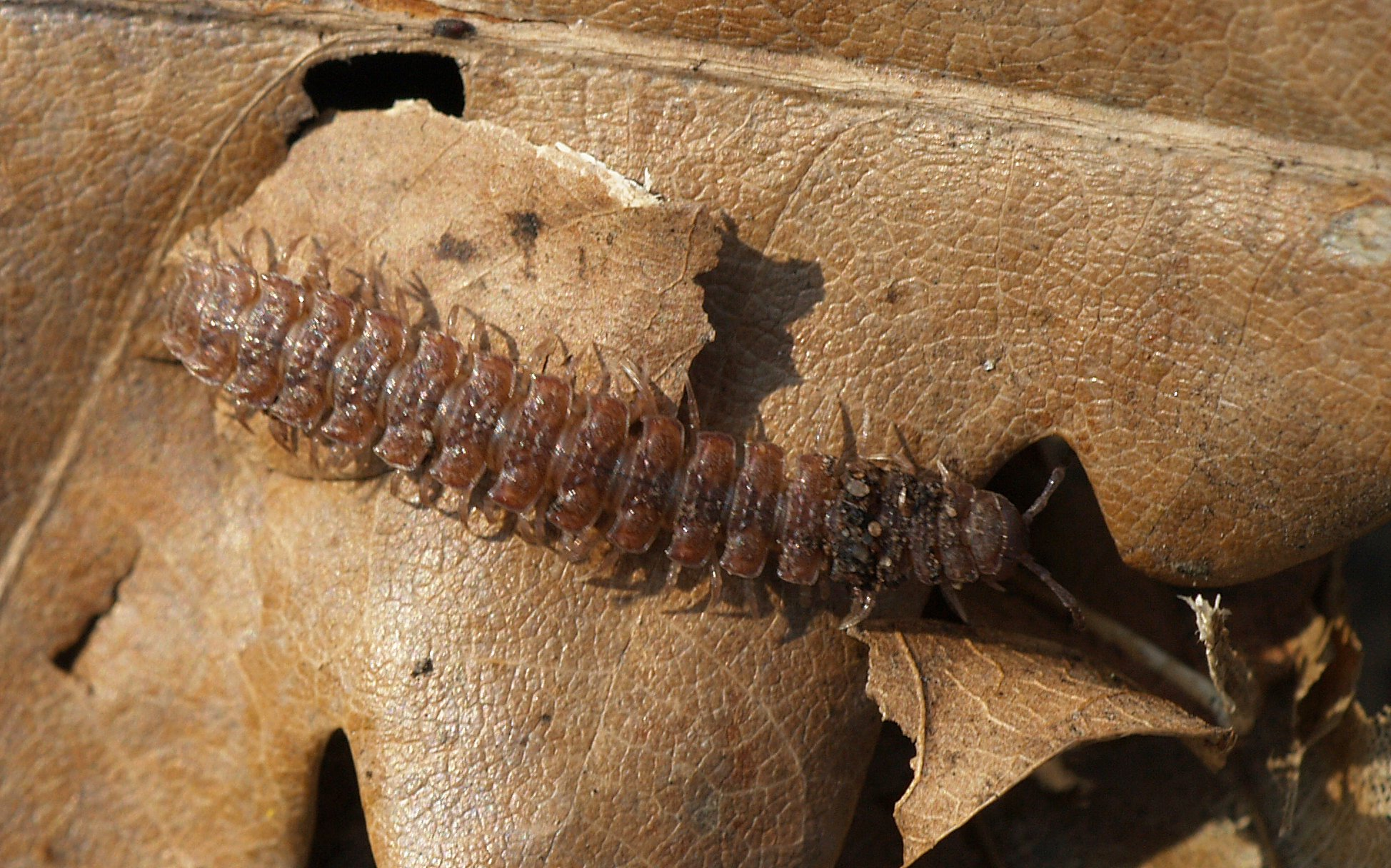
الدودة الألفية مفلطحة الظهر (Polydesmus angustus)، نوع أوروبي.

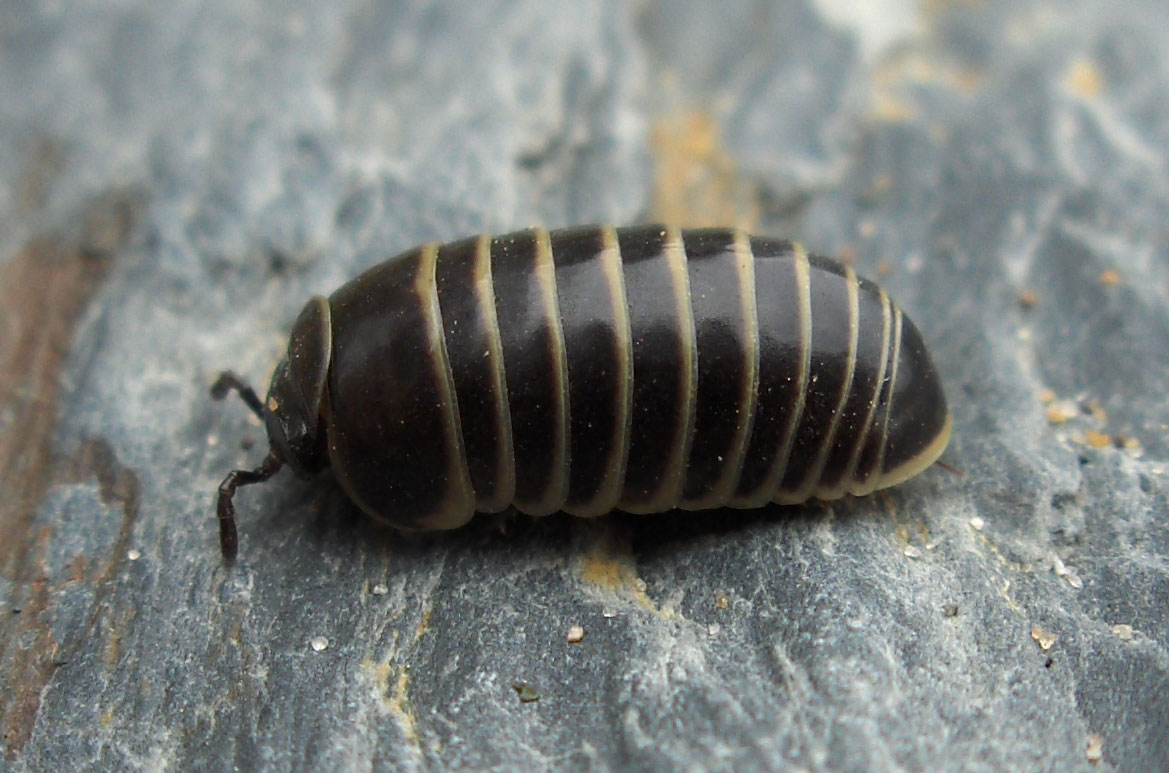
الدودة الألفية المستديرة الأوروبية المألوفة (Glomeris marginata).

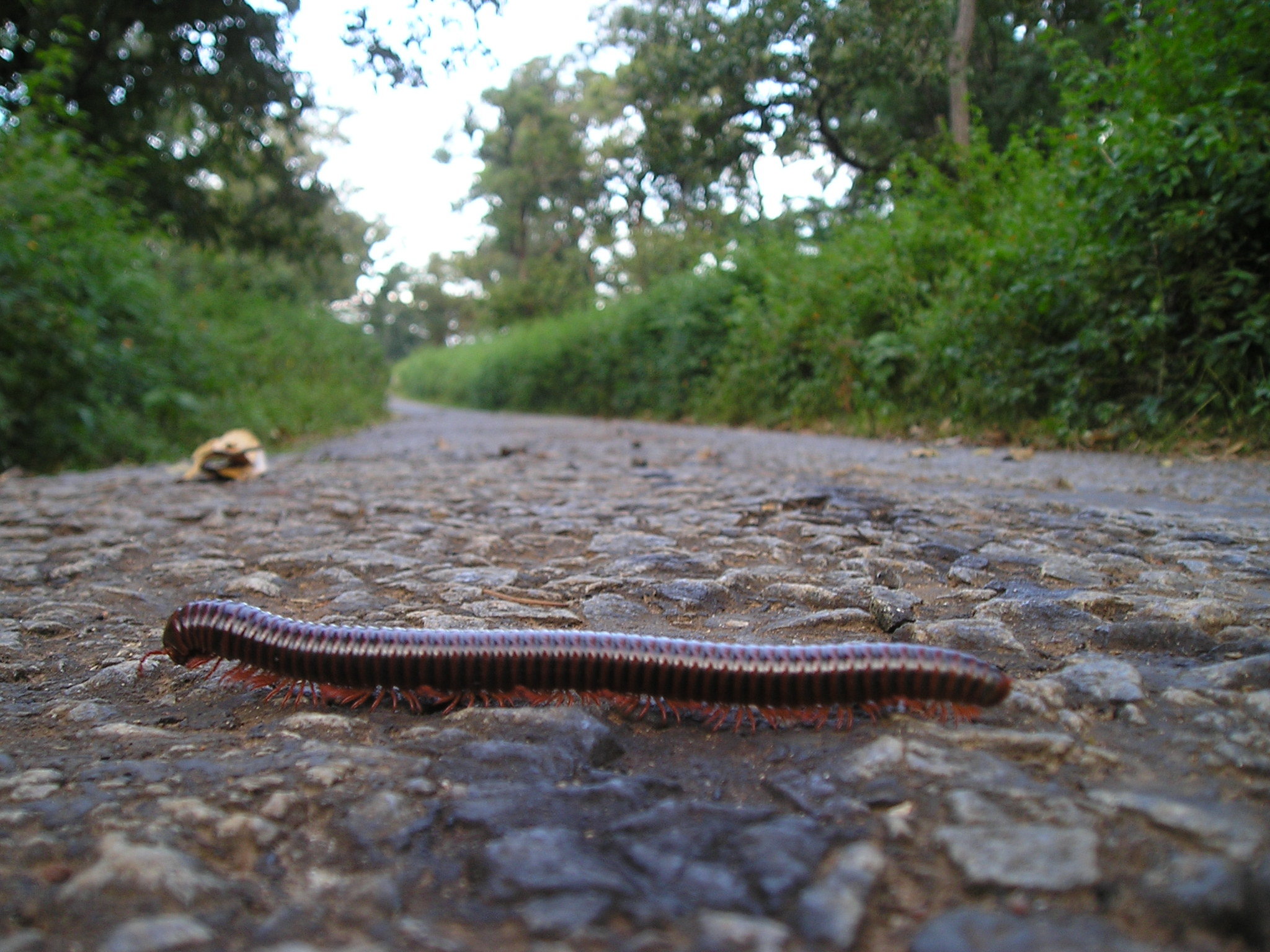
نوع هندي من ملجأ بيليغريريرانغا (بالكاناديّة: ಬಿಳಿಗಿರಿರಂಗನ ಬೆಟ್ಟ) للحياة البرية، جنوب الهند.

- صنف: المخصلة (Penicillata)بيار لاتراي، 1831
  - رتبة: كثيرة التلقاح (Polyxenida)لوكاس، 1840
- صنف: المفصليات ذات جنبية (Arthropleuridea)، موضوعة في هذا الصف مبدئيّا فقط †
- صنف: القوبائية العشبية (Zosterogrammida) ويلسون، 2005†
- صنف: خمسية النطاق (Pentazonia)براند، 1833
  - الجنس القاعدي: Amynilyspes †
  - الطبقة: حلزونية الشكل (Limacomorpha)
    - رتبة: الدسميدية المتكتلة (Glomeridesmida)لاتزل، 1884

  - الطبقة: الديدان الألفية الكروية (Oniscomorpha)
    - رتبة: المكببة (Glomerida)ليتش، 1814
    - رتبة: ألفية الأرجل الكروية العملاقة (Sphaerotheriida)براند، 1833
      - فصيلة: كروية الشكل (Sphaerotheriidae)كوخ، 1847
      - فصيلة: كروية الشكل (Sphaerotheriidae)برولمان، 1913
- صنف: كثيرة الأرجل الأولية (Archipolypoda)سكودر، 1882
- صنف: دودية الشكل (Helminthomorpha)بوكوك، 1887
  - الطبقة: Pleurojulidaشنايدر وفيرنيبورغ، 1998†
  - الطبقة: ضيقة الفك (Colobognatha)، بوغيّة؟
    - رتبة: متعددة الأقسام (Polyzoniida)جارفيس، 1844
    - رتبة: عريضة الدسميد (Platydesmida)دي سوسور، 1860
    - رتبة: السحاريات (Siphonophorida)هوفمان، 1980

  - الطبقة: Merocheta
    - رتبة: متعددة الدسميدات (Polydesmida)بوكوك، 1887

  - الطبقة: سلكيات الشكل (Nematophora)
    - الجنس القاعدي: Hexecontasoma †
    - رتبة: كالباشية الهيكل (Callipodida)بولمان، 1893
    - رتبة: عصبية الظهر (Chordeumatida)كوخ، 1847
    - رتبة: Stemmiulidaبوكوك، 1894

  - الطبقة: مزدوجة الرقط (Diplocheta)
    - رتبة: ناخرة الخشب (Xyloiuloida)كوك، 1895†
    - رتبة: Julidaبراند، 1833
    - رتبة: السحاريات (Siphoniulida)كوك، 1895
    - رتبة: الملتوية الضخمة (Spirobolida)
    - رتبة: الملتوية السلسلية (Spirostreptida)